# Laphystia dimidiata
Laphystia dimidiata là một loài ruồi trong họ Asilidae. Laphystia dimidiata được Oldroyd miêu tả năm 1958. Loài này phân bố ở vùng Cổ Bắc giới và châu Á.